# Isetskoe
Isetskoe (in russo Исетское?) o Isetsk (Исе́тск) è un villaggio della Russia asiatica nell'oblast' di Tjumen'; è il centro amministrativo del rajon Isetskij.
Si trova sul fiume Iset', 72 km a sud di Tjumen'.